# Ben Johnson
Benjamin Sinclair  Johnson (Falmouth 30 de dezembro de 1961), mais conhecido como Ben Johnson, ou Big Ben, é um ex-velocista canadense nascido na Jamaica.
Considerado o homem mais rápido do mundo no fim da década de 1980 quando quebrou por duas vezes o recorde mundial dos 100m rasos e campeão olímpico por 48 horas nos Jogos Olímpicos de Verão de 1988 em Seul, perdendo a medalha de ouro, os recordes e a reputação, ao ser flagrado no mais conhecido caso de doping na história dos esportes em geral.
Johnson nasceu na Jamaica e emigrou com a família para o Canadá em 1976, onde se estabeleceram num subúrbio de Toronto. Com talento para velocidade, ele foi descoberto pelo técnico Charlie Francis, ex-campeão canadense dos 100m, no começo da década de 1970.

## A carreira e a glória
Sob a tutela de Francis, Johnson conseguiu seu primeiro resultado internacional importante nas pistas em 1982, chegando em segundo lugar e ganhando a medalha de prata nos Jogos da Comunidade Britânica daquele ano, realizados em Brisbane, na Austrália. No ano seguinte, entretanto, fracassou em conseguir um resultado digno de nota no Campeonato Mundial de Atletismo de Helsinque, sendo eliminado ainda nas semifinais da competição.
O ano de 1984 viu Ben Johnson participar dos Jogos de Los Angeles e se estabelecendo como corredor de ponta, ao chegar em terceiro lugar na final dos 100m e conquistar o bronze, e repetir o feito no revezamento 4X100m com a equipe do Canadá. Los Angeles foi o local da primeira grande batalha entre Ben e seu mais duro e ácido rival, que por quatro anos seria o seu maior desafio, o até então imbatível norte-americano Carl Lewis. No fim deste ano, ao mesmo tempo em que começava a ganhar uma surpreendente massa muscular, Johnson se firmou como o principal velocista do Canadá, estabelecendo o novo recorde nacional de 10s12 para a distância.
Em 1985, após sete derrotas consecutivas para sua nêmesis das pistas, Johnson finalmente derrotou Lewis, iniciando uma rivalidade que marcaria época nas pistas de atletismo pelos próximos anos. No ano seguinte, ele começou a se estabelecer como o velocista número um do mundo, derrotando Lewis novamente nos Jogos da Amizade em Moscou, correndo abaixo dos 10s (9s95).
Na época do Campeonato Mundial de Atletismo de Roma, verão de 1987, a rivalidade entre o canadense e o norte-americano se encontrava no máximo, com Ben, acumulando quatro vitórias consecutivas contra Lewis, sendo o líder do ranking mundial dos 100m. A pista do estádio olímpico seria o palco da batalha decisiva entre os dois, por ser a mais prestigiada prova desde os Jogos de Los Angeles, fazendo do vencedor o novo campeão mundial. Johnson surpreendeu então o mundo, não apenas confirmando sua superioridade sobre Lewis e os demais, como demolindo o recorde mundial da prova, cravando a espetacular marca de 9s83, quando ninguém ainda era capaz de correr abaixo de 9s93.
O resultado transformou Ben Johnson numa celebridade mundial e um sucesso de marketing, passando a faturar cerca de 500 mil dólares mensais em publicidade de acordo com seu técnico e foi nomeado o Atleta do Ano de 1987 pela agência de notícias Associated Press. Em abril daquele ano, ele recebeu a Ordem do Canadá.
Após ser derrotado por Johnson em Roma, Lewis começou a dar explicações para a derrota aos veículos de comunicação. Primeiro afirmou que Ben havia dado uma largada falsa; depois atribuiu sua derrota a dores no estômago e finalmente declarou, sem citar nomes, que “Existem vários atletas aparecendo, vindos não se sabe de onde. Não acho que eles estejam conseguindo isto sem a ajuda de drogas”. Este foi o começo das manifestações de Lewis pela limpeza do mundo do atletismo no tocante ao consumo de drogas de aumento de performance. Os mais céticos ressaltaram que Lewis nunca tinha se preocupado com isto até começar a ser vencido por Johnson e que estas suspeitas já aconteciam há muitos anos nos esportes. Outros ressaltaram a falta de humildade e empáfia de Lewis em não aceitar a derrota.
Numa entrevista à BBC, Carl Lewis declarou: Existem atletas neste torneio que estão competindo dopados e A prova dos 100m será lembrada por muito tempo e não apenas pelo resultado na pista.
Johnson não demorou a responder: "Quando Carl Lewis estava ganhando tudo, eu nunca disse nada contra ele. E Quando aparecer um cara que me derrote, também não levantarei nenhuma acusação contra ele".
Foi neste estado de espírito e rivalidade ácida que os dois iriam se confrontar novamente nos Jogos Olímpicos de Seul.

## Vitória, recorde e escândalo
O ano de 1988 não começou bem para Johnson. Em fevereiro daquele ano ele estirou um músculo e a lesão se agravou nos meses seguintes. Por seu lado, em junho Carl Lewis vencia o Torneio de Paris em 9s99 e quando os dois finalmente se reencontraram na mesma prova em agosto, em Zurique, na Suíça, pela primeira vez desde o Mundial, Lewis venceu em 9s93 enquanto Johnson amargava o terceiro lugar. A medalha de ouro olímpica será minha, declarou um exultante Lewis, Ben Johnson nunca mais me derrotará.
24 de setembro de 1988, final dos 100m rasos masculino dos Jogos Olímpicos de Seul. Pela televisão e no estádio completamente lotado, milhões de pessoas aguardavam a largada do mais esperado e sensacional duelo do atletismo da época. No tiro do árbitro da prova, Johnson pula como atirado por molas na frente de todo mundo e numa arrancada impressionante abre mais de dois metros sobre todos os outros competidores até os 80 m da prova, perdendo um pouco de terreno para o segundo colocado, Carl Lewis, nos metros finais. Ao cruzar a linha de chegada, com o braço desafiadoramente levantado e o dedo indicador apontado para o alto mostrando quem era o número um, ele demoliu novamente seu próprio recorde, com a marca de 9s79, deixando o mundo estupefato e sendo primeiro homem do mundo a correr abaixo de 9s80 os 100m rasos, quando nenhum outro ainda conseguia correr a distância em menos de 9s90. Restou apenas a Lewis se conformar com o segundo lugar e com a marca de 9s92 a sua melhor performance, e num gesto de esportividade, enquanto Johnson procurava nas arquibancadas por uma bandeira do Canadá para dar a volta olímpica, cumprimentá-lo rapidamente e sem graça.

## A glória e a agonia
A mídia mundial enlouqueceu com o fantástico feito de Johnson, saudado pelos jornais de Toronto como “Benfastic!” (Ben + fast - rápido + fantastic - fantastico) para descrever a conquista. Dois dias depois, Johnson testava positivo no teste antidoping dos Jogos, era desmoralizado mundialmente, obrigado a devolver a medalha de ouro entregue a um sorridente Carl Lewis e tinha todos seus recordes mundiais anulados. As manchetes dos jornais canadenses trocaram para:  “Por quê, Ben? Por que você fez isso?”
O teste de urina que deixou o mundo perplexo acusou a presença de estanozolol no organismo de Johnson, esteroide banido pelo COI. Johnson foi suspenso do atletismo por dois anos e na inquisição judicial esportiva de Dubin em 1989 pelas autoridades canadenses, seu técnico Charles Francis admitiu que ele usava esteroides desde 1981, ministrado pelo próprio técnico numa tentativa de se igualar a dezenas de outros que competiam nestas competições. Francis também foi suspenso.
Após cumprir o tempo de suspensão, que passou praticamente em casa com a família e durante o qual perdeu  todos os contratos publicitários que o haviam tornado rico, Johnson tentou voltar as pistas em 1991 sem conseguir resultados animadores, conseguindo ir apenas até as semifinais dos 100m nos Jogos Olímpicos de Verão de 1992 em Barcelona.
No ano seguinte, ele foi novamente pego num teste antidoping numa corrida em Montreal e, por ser reincidente, banido definitivamente do atletismo, sendo chamado de  desgraça nacional pelo ministro dos esportes amadores do Canadá, que ainda sugeriu que ele voltasse para a Jamaica.
Em 1997, Ben Johnson foi personal trainer particular do então jogador de futebol Maradona (outra figura esportiva que ficou marcada pelos escândalos do doping). Nos últimos anos, completamente afastado de atividades esportivas, Johnson tem estado à frente de um negócio próprio de roupas esportivas; em 2006 deu uma entrevista afirmando que foi sabotado em Seul e que 40% dos atletas que hoje competem o fazem dopados para aumentar suas performances.
Os três atletas beneficiados com medalhas após a desclassificação de Ben Johnson em Seul, os americanos Carl Lewis e Calvin Smith e o inglês Linford Christie, foram, em algum momento de suas carreiras, em provas mais ou menos importantes, nacionais ou internacionais, apanhados em testes antidoping por consumo de substâncias ilegais. Johnson foi o único que admitiu usar drogas e o único que perdeu suas medalhas e seus recordes.